# Заостровцев, Владислав Сергеевич
Заостро́вцев Владисла́в Серге́евич (род. 7 февраля 1991 года, Архангельск) — российский хоккеист, полузащитник. Кандидат в мастера спорта России (2006) по хоккею с мячом.

## Биография
Родился в Архангельске. Воспитанник архангельского хоккея. Кандидат в мастера спорта.
В данный момент[какой?] является студентом факультета физической культуры Поморского Государственного Университета им. М. В. Ломоносова, специализация — «Хоккей с мячом».
С 2008 года играет в клубе «Водник» под номером 23.

## Статистика
- В первенстве России среди команд первой лиги в составе «Водника-2» провёл 7 матчей.
- В Кубке России провёл 17 матчей.
- В высшей лиге провёл 34 матча, забил 1 мяч в игре с «Динамо-Москва»(выездной матч).

## Достижения
- Серебряный призёр чемпионата мира среди юношей 2006 года
- Серебряный призёр турнира EVRO KOSA KUP (Швеция)